# Докё
Докё (яп. 道鏡 До:кё:, 700—772) — японский буддистский монах периода Нара, пытавшийся свергнуть императора.

## Жизнеописание
В 761 г. излечил императрицу Кокэн и стал её фаворитом.
В 769 г. Докё попытался стать новым императором. В Наре стало известно, что синтоистский бог Хатиман из храма Уса с острова Кюсю пожелал, чтобы Докё стал императором. Но императрице было явлено другое, совершенно неожиданное для Докё видение: она должна отправить придворного Вакэ-но Киёмаро на Кюсю, чтобы он узнал истинную волю бога. Но Киёмаро вернулся от оракула с шокирующим для Докё ответом: «Со времени начала нашего государства и до дней нынешних определено, кому быть государем, а кому — подданным. И не случалось ещё, чтобы подданный стал государем. Трон солнца небесной богини Аматэрасу должен наследоваться императорским домом. Неправедный же да будет изгнан». Докё сослал самого Киёмаро за такой ответ, однако больше уже не возобновлял своих претензий на престол.
Однако аристократическая оппозиция во главе с родом Фудзивара помешала перевороту и смогла сместить всех монахов с государственных должностей. После смерти императрицы, последовавшей в 770 году в возрасте 53 лет, новый император Конин немедленно изгнал Докё из столицы Нары в далёкий храм в провинции Симоцукэ, где тот скончался через три года. Учитывая интимные отношения Докё с императрицей и опасности для династии, которые они несли, после этих событий Фудзивара отменили на будущее право женщин занимать престол японских монархов.